# Нусантара
Нусанта̀ра (на индонезийски: nusanˈtara), официално Столица Нусантара (на индонезийски: Ibu Kota Nusantara, IKN), е бъдещата столица на Индонезия, която трябва да бъде открита през 2024 г. Планираният град ще замени Джакарта, национална столица от 1945 г. Разположен на източния бряг на остров Борнео в това, което в момента е част от провинция Източен Калимантан, се очаква градът да обхваща площ от 2560 km2, включваща хълмист пейзаж, гора и залив.
Думата „Нусанта̀ра“, която е широко разпространена в съвременния индонезийски език, произлиза от старояванските думи „ну̀са“ (яв. nusa – „остров“, „земя“) и „анта̀ра“ (яв. antara – „между“, „извън“) и буквално може да се преведе като „(между)островна територия“, „архипелаг“. Понятието е въведено в употреба в средневековната яванска литература от периода на разцвет на Маджапахит и отначало означавало всички територии, влизащи в състава на тази държава с център на о. Ява.
Очакваше се, че новата столица ще бъде открита не по-късно от 16 август 2024 г., но това не се случи. Редица официални лица заявяват, че сроковете за преместване на столицата остават неопределени. Планира се до декември 2024 г. в Нусантара да се преместят 12 000 служители от 38 ключови държавни ведомства, което обаче не означава край на преместването на всички държавни органи до тази дата.